# Atletiek op de Olympische Zomerspelen 2012 – 800 meter vrouwen
De 800 meter vrouwen op de Olympische Zomerspelen 2012 in Londen vond plaats op 8 augustus met de series, op 9 augustus met de halve finales en op 11 augustus 2012 met de finale. Regerend olympisch kampioene was Pamela Jelimo uit Kenia die deze editie brons behaalde. Het goud ging naar de Zuid-Afrikaanse Caster Semenya en het zilver naar de Russische Jekaterina Poistogova (dit na diskwalificatie van de oorspronkelijke gouden medaillewinnares Maria Savinova in 2017).

## Records
Voorafgaand aan het toernooi waren dit het wereldrecord en het olympisch record.
| Wereldrecord     | Jarmila Kratochvílová | 1.53,28 | München | 26 juli 1983 |
| Olympisch record | Nadezjda Olizarenko   | 1.53,43 | Moskou  | 27 juli 1980 |

## Uitslagen

### Serie
Kwalificatieregel. eerste drie van de heat (Q) plus zes snelste tijden overall (q).
Heat 1
| Rang | Atlete                 | Land | Tijd    | Opmerkingen |
| ---- | ---------------------- | ---- | ------- | ----------- |
| 1    | Alysia Johnson Montano | USA  | 2.00,47 | Q           |
| 2    | Caster Semenya         | RSA  | 2.00,71 | Q           |
| 3    | Halima Hachlaf         | MAR  | 2.00,99 | Q           |
| 4    | Rose Mary Almanza      | CUB  | 2.01,19 | q           |
| 5    | Annabelle Lascar       | MRI  | 2.05,45 | PB          |
| 6    | Elena Popescu          | MDA  | 2.06,94 |             |
| n/a  | Noura Elsayed          | EGY  | n/a     | DNS         |

Heat 2
| Rang | Atlete         | Land | Tijd    | Opmerkingen |
| ---- | -------------- | ---- | ------- | ----------- |
| 1    | Maria Savinova | RUS  | 2.01,56 | Q           |
| 2    | Alice Schmidt  | USA  | 2.01,65 | Q           |
| 3    | Tintu Luka     | IND  | 2.01,75 | Q           |
| 4    | Malika Akkaoui | MAR  | 2.01,78 | q           |
| 5    | Andrea Ferris  | PAN  | 2.05,59 |             |
| 6    | Haley Nemra    | MHL  | 2.14,90 | SB          |
| 7    | Merve Aydın    | TUR  | 3.24,35 |             |

Heat 3
| Rang | Atlete             | Land | Tijd    | Opmerkingen |
| ---- | ------------------ | ---- | ------- | ----------- |
| 1    | Francine Niyonsaba | BDI  | 2.07,57 | Q           |
| 2    | Jessica Smith      | CAN  | 2.07,75 | Q           |
| 3    | Genzeb Shumi       | BRN  | 2.07,77 | Q           |
| 4    | Amina Bakhit       | SUD  | 2.09,78 |             |
| 5    | Amy Atkinson       | GUM  | 2.18,53 | NR          |
| n/a  | Liliya Lobanova    | UKR  | n/a     | DNS         |
| n/a  | Fantu Magiso       | ETH  | n/a     | DNS         |
| n/a  | Kenia Sinclair     | JAM  | n/a     | DNS         |

Heat 4
| Rang | Atlete           | Land | Tijd    | Opmerkingen |
| ---- | ---------------- | ---- | ------- | ----------- |
| 1    | Pamela Jelimo    | KEN  | 2.00,54 | Q           |
| 2    | Lynsey Sharp     | GBR  | 2.01,41 | Q           |
| 3    | Eleni Filandra   | GRE  | 2.02,29 | Q           |
| 4    | Geena Gall       | USA  | 2.03,85 | q           |
| 5    | Cavela Felismina | ANG  | 2.10,95 | PB          |
| 6    | Rabia Ashiq      | PAK  | 2.17,39 |             |
| n/a  | Yuliya Krevsun   | UKR  | n/a     | DNF         |

Heat 5
| Rang | Atlete            | Land | Tijd    | Opmerkingen |
| ---- | ----------------- | ---- | ------- | ----------- |
| 1    | Nataliia Lupu     | UKR  | 2.08,35 | Q           |
| 2    | Jelena Arzjakova  | RUS  | 2.08,39 | Q           |
| 3    | Cherono Koech     | KEN  | 2.08,43 | Q           |
| 4    | Marina Arzamasova | BLR  | 2.08,45 |             |
| 5    | Lenka Masná       | CZE  | 2.08,68 |             |
| 6    | Melissa Bishop    | CAN  | 2.09,33 |             |
| 7    | Aicha Fall        | MTN  | 2.27,97 | NR          |
| 8    | Woroud Sawalha    | PLE  | 2.29,16 | PB          |

Heat 6
| Rang | Atlete                | Land | Tijd    | Opmerkingen |
| ---- | --------------------- | ---- | ------- | ----------- |
| 1    | Janeth Jepkosgei      | KEN  | 2.01,04 | Q           |
| 2    | Jekaterina Poistogova | RUS  | 2.01,08 | Q           |
| 3    | Rosibel Garcia        | COL  | 2.01,30 | Q           |
| 4    | Elena Mirela Lavric   | ROU  | 2.01,65 | q           |
| 5    | Margarita Matsko      | KAZ  | 2.02,12 | q           |
| 6    | Neisha Bernard-Thomas | GRN  | 2.03,23 | q           |
| 7    | Elisabeth Mandaba     | CAF  | 2.12,56 |             |
| 8    | Sarah Attar           | KSA  | 2.44,95 | NR          |

### Halve finale
Kwalificatieregel: eerste twee van de heat (Q) plus twee snelste tijden overall (q).
Heat 1
| Rang | Atlete                | Land | Tijd    | Opmerkingen |
| ---- | --------------------- | ---- | ------- | ----------- |
| 1    | Pamela Jelimo         | KEN  | 1.59,42 | Q           |
| 2    | Jekaterina Poistogova | RUS  | 1.59,45 | Q           |
| 3    | Rosibel Garcia        | COL  | 2.00,16 | SB          |
| 4    | Alice Schmidt         | USA  | 2.01,63 |             |
| 5    | Nataliia Lupu         | UKR  | 2.01,63 |             |
| 6    | Rose Mary Almanza     | CUB  | 2.01,70 |             |
| 7    | Lynsey Sharp          | GBR  | 2.01,78 |             |
| 8    | Eleni Filandra        | GRE  | 2.04,42 |             |

Heat 2
| Rang | Atlete                 | Land | Tijd    | Opmerkingen |
| ---- | ---------------------- | ---- | ------- | ----------- |
| 1    | Caster Semenya         | RSA  | 1.57,67 | Q           |
| 2    | Jelena Arzjakova       | RUS  | 1.58,13 | Q           |
| 3    | Janeth Jepkosgei       | KEN  | 1.58,26 | q           |
| 4    | Alysia Johnson Montano | USA  | 1.58,42 | q           |
| 5    | Halima Hachlaf         | MAR  | 1.58,84 | SB          |
| 6    | Tintu Luka             | IND  | 1.59,69 | SB          |
| 7    | Elena Mirela Lavric    | ROU  | 2.00,46 |             |
| 8    | Neisha Bernard-Thomas  | GRN  | 2.00,68 | SB          |

Heat 3
| Rang | Atlete             | Land | Tijd    | Opmerkingen |
| ---- | ------------------ | ---- | ------- | ----------- |
| 1    | Maria Savinova     | RUS  | 1.58,57 | Q           |
| 2    | Francine Niyonsaba | BDI  | 1.58,67 | Q, NR       |
| 3    | Margarita Matsko   | KAZ  | 1.59,20 | PB          |
| 4    | Malika Akkaoui     | MAR  | 2.00,32 |             |
| 5    | Cherono Koech      | KEN  | 2.00,53 | SB          |
| 6    | Genzeb Shumi       | BRN  | 2.01,76 |             |
| 7    | Jessica Smith      | CAN  | 2.01,90 |             |
| 8    | Geena Gall         | USA  | 2.05,76 |             |

### Finale
| Rang   | Baan | Atlete                 | Land | Tijd    | Opmerkingen |
| ------ | ---- | ---------------------- | ---- | ------- | ----------- |
| Goud   | 7    | Caster Semenya         | RSA  | 1.57,23 | SB          |
| Zilver | 2    | Jekaterina Poistogova  | RUS  | 1.57,53 | PB          |
| Brons  | 6    | Pamela Jelimo          | KEN  | 1.57,59 |             |
| 4      | 4    | Alysia Johnson Montano | USA  | 1.57,93 |             |
| 5      | 3    | Francine Niyonsaba     | BDI  | 1.59,63 |             |
| 6      | 8    | Janeth Jepkosgei       | KEN  | 2.00,19 |             |
| DSQ    | 9    | Jelena Arzjakova       | RUS  | 1.59,21 |             |
| DSQ    | 5    | Maria Savinova         | RUS  | 1.56,19 | WL          |